# Shorea lamellata
Shorea lamellata är en tvåhjärtbladig växtart som beskrevs av Foxworthy. Shorea lamellata ingår i släktet Shorea och familjen Dipterocarpaceae. Inga underarter finns listade i Catalogue of Life.